# Női 500 méteres gyorskorcsolya az 1964. évi téli olimpiai játékokon
Az 1964. évi téli olimpiai játékokon a gyorskorcsolya női 500 méteres versenyszámát január 30-án rendezték az Olimpiai Jégcsarnokban. Az élen három szovjet sportoló végzett, az aranyérmet Ligyija Szkoblikova nyerte meg. A Magyarországot képviselő Ihász Kornélia a 25. helyen végzett.

## Rekordok
A versenyt megelőzően a következő rekordok voltak érvényben:
| Világrekord     | Inga Artamonova (URS) | 44,9 | Medeo, Szovjetunió                      | 1962. január 27.  |
| Olimpiai rekord | Helga Haase (EUA)     | 45,9 | Squaw Valley, Amerikai Egyesült Államok | 1960. február 20. |

A versenyen új olimpiai rekord született:
| Irina Jegorova (URS)      | 45,4 | Innsbruck, Ausztria | 1964. január 30. |
| Ligyija Szkoblikova (URS) | 45,0 | Innsbruck, Ausztria | 1960. január 30. |

## Végeredmény
Mindegyik versenyző egy futamot teljesített, az időeredmények határozták meg a végső sorrendet. Az időeredmények másodpercben értendők. A rövidítések jelentése a következő:
- OR: olimpiai rekord

| Helyezés | Versenyző                    | Nemzet                      | Idő     |
| -------- | ---------------------------- | --------------------------- | ------- |
| Arany    | Ligyija Szkoblikova          | Szovjetunió (URS)           | 45,0 OR |
| Ezüst    | Irina Jegorova               | Szovjetunió (URS)           | 45,4    |
| Bronz    | Tatyjana Szidorova           | Szovjetunió (URS)           | 45,5    |
| 4.       | Jeanne Ashworth              | Egyesült Államok (USA)      | 46,2    |
| 4.       | Jan Smith                    | Egyesült Államok (USA)      | 46,2    |
| 6.       | Gunilla Jacobsson            | Svédország (SWE)            | 46,5    |
| 7.       | Mary Lawler                  | Egyesült Államok (USA)      | 46,6    |
| 8.       | Helga Haase                  | Egyesült Német Csapat (EUA) | 47,2    |
| 9.       | Inger Eriksson               | Svédország (SWE)            | 47,3    |
| 10.      | Doreen Ryan                  | Kanada (CAN)                | 47,7    |
| 11.      | Christina Lindblom-Scherling | Svédország (SWE)            | 47,8    |
| 12.      | Nagakubo-Takamizava Hacue    | Japán (JPN)                 | 47,9    |
| 13.      | Doreen McCannell             | Kanada (CAN)                | 48,0    |
| 13.      | Kaija Mustonen               | Finnország (FIN)            | 48,0    |
| 15.      | Ryoo Choon-Za                | Észak-Korea (PRK)           | 48,4    |
| 16.      | Kaija-Liisa Keskivitikka     | Finnország (FIN)            | 48,8    |
| 16.      | Elwira Seroczyńska           | Lengyelország (POL)         | 48,8    |
| 18.      | Françoise Lucas              | Franciaország (FRA)         | 48,9    |
| 19.      | Takano Jaszuko               | Japán (JPN)                 | 49,3    |
| 20.      | Kim Hjeszuk                  | Dél-Korea (KOR)             | 49,6    |
| 21.      | Brigitte Reichert            | Egyesült Német Csapat (EUA) | 49,8    |
| 22.      | Adelajda Mroske              | Lengyelország (POL)         | 49,9    |
| 23.      | Helena Pilejczyk             | Lengyelország (POL)         | 50,1    |
| 24.      | Takahasi Kaneko              | Japán (JPN)                 | 50,5    |
| 25.      | Sigrit Behrenz               | Egyesült Német Csapat (EUA) | 50,9    |
| 25.      | Ihász Kornélia               | Magyarország (HUN)          | 50,9    |
| 27.      | Jarmila Šťastná              | Csehszlovákia (TCH)         | 52,0    |
| 28.      | Han Philva                   | Észak-Korea (PRK)           | 58,5    |